# Siberian Khatru
Siberian Khatru est la troisième et la plus courte piste de l'album Close to the Edge du groupe Yes.

## Chanson inspirée parSiberian Khatru
John Frusciante, l'ancien guitariste des Red Hot Chili Peppers a cité le solo de guitare à la fin de Siberian Khatru comme une influence pour son propre solo de guitare sur la chanson Get on Top : « J'ai pensé au solo de Steve Howe à la fin de Siberian Khatru de Yes. Le son du groupe est vraiment imposant, et ils jouent très vite. Ensuite, ce solo de guitare vient s'ajouter par-dessus. Cette partie est magnifique et sort vraiment de l'ordinaire. Pour Get On Top je voulais jouer quelque chose qui créée un contraste entre le solo et l'arrière-plan sonore. ».